# Erik Larsen
Pour les articles homonymes, voir Erik Larsen (homonymie) et Larsen.
Erik Larsen est un auteur de comics américain né le 8 décembre 1962 à Minneapolis dans le Minnesota.

## Biographie
Il commence à rencontrer du succès en travaillant chez Marvel Comics à la fin des années 1980. Il y dessine diverses séries de Spider-Man et du Punisher. Quand Todd McFarlane quitte Spiderman, Larsen y scénarise et dessine une épopée sur 6 numéros intitulée La revanche des six sinistres (« Revenge of the Sinister Six »).
Revendiquant plus de contrôle sur leur travail, lui et six autres artistes (les autres étant Marc Silvestri, Rob Liefeld, Jim Lee, Jim Valentino, Todd McFarlane et Whilce Portacio) quittent Marvel pour former Image Comics, où Larsen lance une série imaginée dans sa jeunesse : Savage Dragon.
Dans les pages du Savage Dragon, Erik Larsen reconnait l'influence de Jack Kirby et Walt Simonson, pour ses scénarios impliquant des terres alternatives (Savage Dragon #43, #44, 45) et des batailles musclées (combat entre Hercules et Thor, Savage Dragon #47). D'une manière générale, Erik Larsen a une façon de voir les comics à 'l'ancienne', il privilégie les scènes de bagarre et les rebondissements inattendus.
S'il continue d'écrire et d'illustrer The Savage Dragon, Larsen travaille encore occasionnellement pour Marvel Comics, sur des titres comme Fantastic Four : The World's Greatest Comic Magazine, Défenseurs, Wolverine, Spiderman et Nova. Il a aussi scénarisé Aquaman pour DC Comics en 1999.
En 2004 Larsen devient éditeur d'Image Comics.

## Distinction
- 2017 : Prix Inkwell tout-en-un